# NGC 7459/2
NGC 7459/2 је галаксија у сазвежђу Рибе која се налази на NGC листи објеката дубоког неба.
Деклинација објекта је + 6° 45' 3" а ректасцензија 23h 1m 0,3s. Привидна величина (магнитуда) објекта NGC 7459 износи 15,4 а фотографска магнитуда 16,2. NGC 74592 је још познат и под ознакама UGC 12302, MCG 1-58-21, double syste, contactPGC 70261.